# Pucangro
Pucangro is een bestuurslaag in het regentschap Jombang van de provincie Oost-Java, Indonesië. Pucangro telt 4726 inwoners (volkstelling 2010).